# Bison occidentalis
Bison Occidentalis is een uitgestorven soort bison die leefde in Noord-Amerika tijdens het Pleistoceen. Het is waarschijnlijk geëvolueerd uit de Steppenwisent. Bison Occidentalis was kleiner dan de Steppenwisent. In tegenstelling tot andere bizons staken zijn hoorns naar boven, evenwijdig aan het vlak van het gezicht, in plaats van naar voren. Ongeveer 3000 jaar voor de christelijke jaartelling werd Bison Occidentalis vervangen door de Amerikaanse bizon.